# Money Pit Cairn

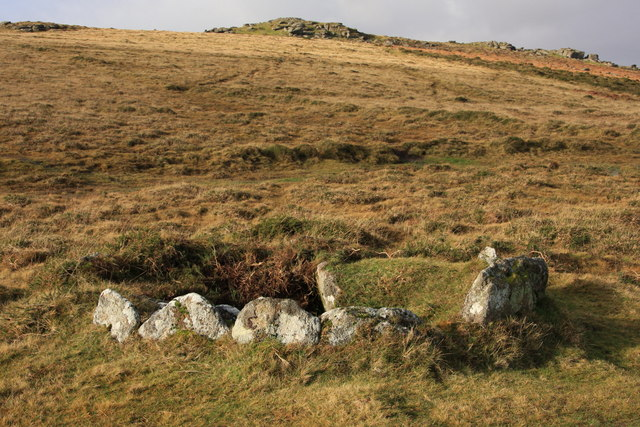
Money Pit

Der Money Pit Cairn (auch Moneypit oder Yar Tor Cairn genannt) ist ein von einem doppelten Randsteinring gefasster Cairn aus der Bronzezeit östlich von Dartmeet, bei Ponsworthy in Devon in England. 
Der oft auch als Steinkreis oder „Platform Cairn Circle“ bezeichnete Cairn stellt die Reste eines runden randsteingefassten Steinhügels von etwa 3,0 m Durchmesser dar, mit einer im Inneren liegenden, weitgehend zerstörten Steinkiste (lokal Kistvaen genannt). Das Steinmaterial des Cairns ist nahezu völlig entfernt worden. Gefunden wurde eine herzförmige Pfeilspitze aus Feuerstein. Zwei teilweise stark gestörte Triple-Steinreihen liegen im Nordwesten und Südosten des Cairns. 
In der Nähe liegen die Corndon Down Cairns.